# 古爾祖夫

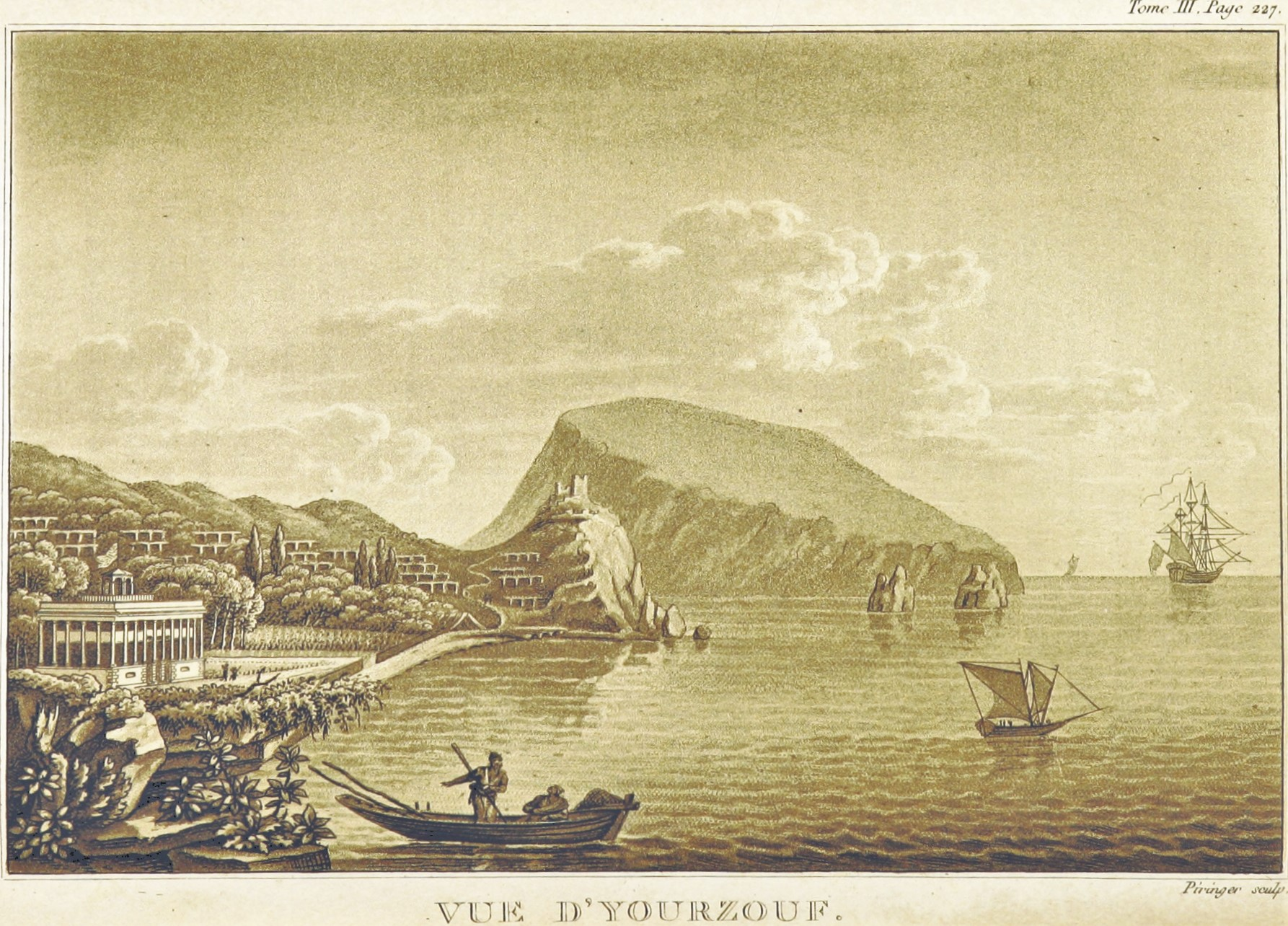

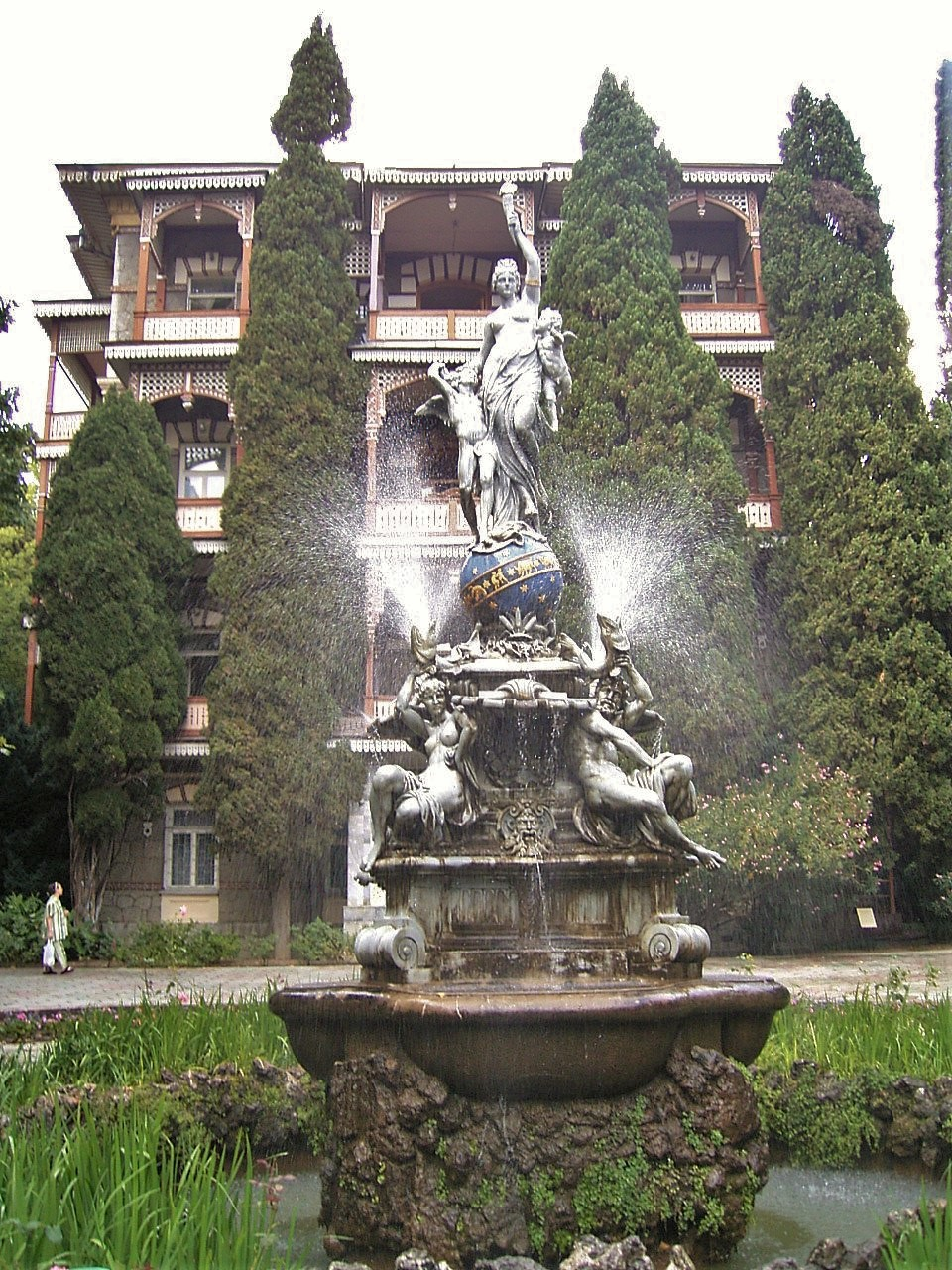

古爾祖夫（羅馬化：Hurzuf），又按烏克蘭语名译为胡爾祖夫，是乌克兰克里米亚自治共和国雅尔塔区的镇，從2014年被俄罗斯佔領，俄方區劃為克里米亞共和國雅尔塔市议会下辖的市级镇。位於克里米亞南部，處於黑海北岸，距離辛菲羅波爾67公里，海拔高度67米，2011年人口9,068。